# Everina Borst

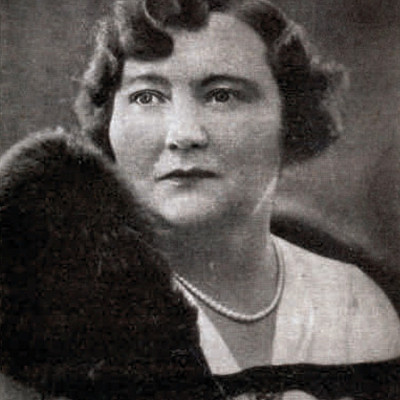
Everina Borst

Everina Johanna Borst (Kralingen, 18 januari 1888 - Wilrijk, 31 maart 1943) was een Belgisch radiopresentatrice en cultuurpromotor. Ze had in de jaren 30 van de 20e eeuw een kinderprogramma op de socialistische radio-omroep SAROV en is daarom beter bekend onder de naam "Moeder Sarov".

## Levensloop
Everina Borst werd geboren in het Nederlandse Kralingen, een wijk van Rotterdam. 
Ze trouwde in 1917 te Rotterdam met Gabriel Sarpathie, een diamantair. Voor haar huwelijk bekeerde ze zich tot het jodendom, 'gioer' en kreeg de nieuwe naam Ruth. Haar geloof was volgens haar huwelijksakte eerst Nederlands Hervormd (NH), wat later is vervangen door “Isr”, wat voor "Israëlisch" moet staan. 
Het echtpaar vestigde zich in 1919 in Antwerpen en woonde vanaf 1923 in landhuis La Mascotte, gelegen aan Bist 84 in de wijk Sint-Mariaburg te Ekeren. 

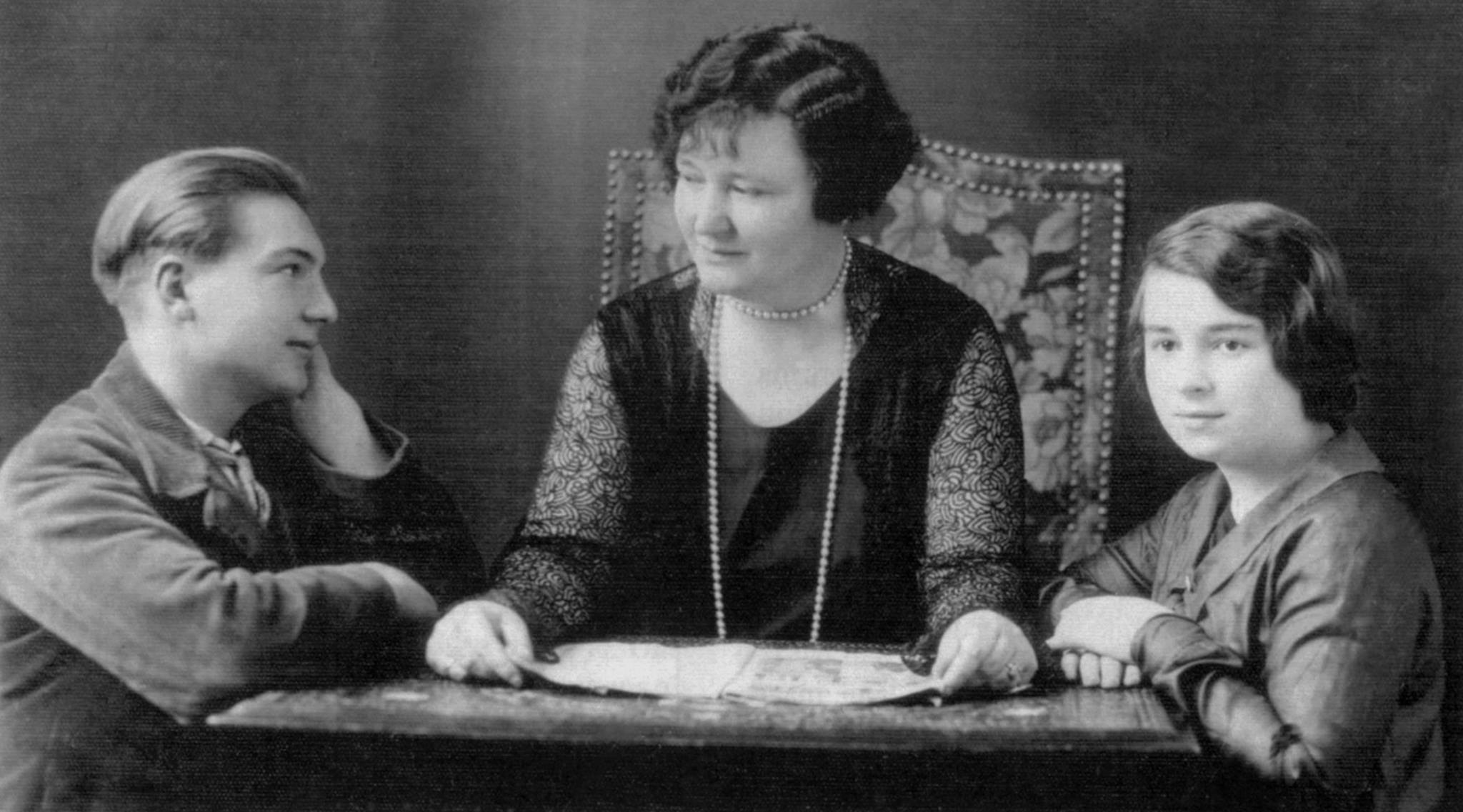
Borst presenteerde SAROV met de kinderen Jefke, de later bekende acteur Luc Philips, en Jeanneke Michielsen.

In de jaren dertig werd Borst een bekende radiopresentatrice. Onder de naam “Moeder Sarov” presenteerde ze kinderprogramma’s voor de socialistische radio-omroep SAROV. Ze wist  een grote schare jonge luisteraars aan zich te binden. Eén van de kinderen die regelmatig te horen was in haar programma, was ‘Jefke’, een bijnaam voor Luc Philips, die later uitgroeide tot een gevierde Vlaamse acteur. 
Naast haar radiocarrière zette Borst zich ook in voor kinderen in haar directe omgeving. Zo nam zij de vijfjarige Jakob Friedrich (ca.1923–2023) onder haar hoede. Ze schreef zelfs een brief aan zijn school met het verzoek hem geen katholieke godsdienstlessen te geven, omdat hij Joods was. Jakob Friedrich zou later rabbijn worden.
In de Tweede Wereldoorlog, op 8 september 1942, voerde de Duitse bezetter een razzia uit in de buurt van De Bist. Het echtpaar werd opgepakt omdat Borsts echtgenoot joods was. Hij werd op de 14e overgebracht naar de Dossinkazerne en de dag nadien gedeporteerd naar Auschwitz  waar hij op 17 september 1942 werd vermoord. Borst zelf werd na zware mishandeling vrijgelaten en stierf op 31 maart 1943 aan haar verwondingen in het ziekenhuis te Wilrijk.

## Postuum
Borst is op 8 augustus 1946 herbegraven op het kerkhof van Sint-Mariaburg (Alfredlei, Brasschaat) in een praalgraf met als opschrift ‘Doodgemarteld voor de democratie’.
Een nieuwe straat in Sint-Mariaburg (Ekeren) is in 2013 naar haar genoemd.